# Dmitrij Kiseljov
Dmitrij Kiseljov (russisk: Дмитрий Игоревич Киселёв) (født 5. juni 1978 i Moskva i Sovjetunionen) er en russisk filminstruktør.

## Filmografi
- Black Lightning (Чёрная Молния, 2009)[3][4]
- Jolki 3 (Ёлки 3, 2013)
- Vremja pervykh (Время первых, 2017)